# کارنا (لهستان)
کارنا (به لهستانی:  Karna) یک روستا در لهستان است که در گمینا شدلتس واقع شده‌است.